# William Priddy
William Reid Priddy (Richmond, 1º ottobre 1977) è un pallavolista statunitense.
Gioca nel ruolo di schiacciatore.

## Palmarès

### Club
- Campionato austriaco: 1

2001-02
- Campionato russo: 2

2010-11, 2011-12
- Coppa d'Austria: 1

2001-02
- Supercoppa russa: 2

2010, 2011
- Champions League: 1

2011-12
- Coppa CEV: 1

2012-13

### Nazionale (competizioni minori)
- Coppa Panamericana 2006
- Coppa America 2007

### Premi individuali
- 2007 - Coppa America: Miglior ricevitore
- 2008 - USAV: Pallavolista maschile statunitense dell'anno
- 2013 - Coppa CEV: MVP